# Special Olympics Kambodscha
Special Olympics Kambodscha (englisch Special Olympics Cambodia) ist der kambodschanische Verband von Special Olympics International, der Kindern, Jugendlichen und Erwachsenen mit geistiger Beeinträchtigung und Mehrfachbeeinträchtigung das ganze Jahr hindurch die Ausübung olympischer Sportarten anbietet. Er betreut auch seine Athletinnen und Athleten bei nationalen und internationalen Special Olympics Wettbewerben und hat seinen Sitz in Phnom Penh. Ziel des Verbands ist, seinen Athleten durch den Sport zu ermöglichen, dass sie körperlich fit bleiben, sich an ihren Erfolgen freuen können, ihre Fähigkeiten unter Beweis stellen sowie neue Freundschaften und Beziehungen knüpfen können.

## Geschichte
Der Verband Special Olympics Kambodscha wurde 2005 gegründet und wird in seiner Arbeit vom Verteidigungsministerium, Erziehungsministerium und dem kambodschanischen Olympischen Komitee unterstützt.

## Aktivitäten
Im Jahr 2015 waren 3575 Athletinnen, Athleten und Unified Partner sowie 349 Trainer im Verband registriert.
Special Olympics Kambodscha bietet die Sportarten Boccia, Fußball und Leichtathletik an.
Der Verband nimmt an drei von Special Olympics International ins Leben gerufenen Programmen teil, nämlich an Athlete Leadership, Young Athletes und Family Support Network.

### Teilnahme an vergangenen Weltspielen
- 2007 Special Olympics World Summer Games, Shanghai, China
- 2011 Special Olympics World Summer Games, Athen, Griechenland
- 2013 Special Olympics World Winter Games, PyeongChang, Südkorea (2 Athleten auf Einladung und mit finanzieller Unterstützung von Special Olympics Korea)[2]
- 2015 Special Olympics World Summer Games, Los Angeles, USA (8 Athletinnen und Athleten)
- 2019 Special Olympics, World Summer Games, Abu Dhabi, Vereinigte Arabische Emirate (10 Athletinnen und Athleten)[3]

### Teilnahme an den Special Olympics World Summer Games 2023 in Berlin
Special Olympics Kambodscha nahm an den Special Olympics World Summer Games 2023 in Berlin teil. Die Delegation aus Kambodscha wurde vor den Spielen im Rahmen des Host Town Programs von Oettingen in Bayern  betreut und bestand aus 9 Personen. Das Team gewann bei diesen Weltspielen eine Silber- und eine Bronzemedaille.